# Aúra-Masda
Aúra-masda, Ormasde, Ahura Mazda ou Ormuz (persa antigo: 𐎠𐎢𐎼𐎶𐏀𐎭𐎠, latinizado: Ahuramazdā; avesta:  𐬀𐬵𐬎𐬭𐬋 𐬨𐬀𐬰𐬛𐬃, latinizado: Ahurō Mazdā̊) é o princípio ou deus do bem, segundo o zoroastrismo e a mitologia persa. Vive em luta constante contra seu irmão gêmeo, o princípio ou deus do mal conhecido como Arimã. Ambos são filhos do primeiro deus criador, Zurvã (o tempo). Arimã, como filho primogênito, era mais poderoso que Aúra-Masda e teria um reinado de mil anos. Porém, após esse período, ele seria derrotado por Aúra-Masda.
Aúra-Masda também é o deus do céu, da sabedoria, da abundância e da fertilidade. Pode profetizar. É acompanhado por um grupo de espíritos chamados de Amshaspends. É pai de Atar, o fogo do céu; de Gayomart, o primeiro ser humano mortal (o primeiro ser humano, segundo a mitologia persa, havia sido Ima, que era imortal), criado a partir da luz e que teria dado origem a todos os demais seres humanos; e de Mitra, deus da sabedoria, da guerra e do sol.

## Etimologia
"Aúra-Masda" é um empréstimo da forma persa antiga Ahuramazdā (cuneiforme: 𐎠𐎢𐎼𐎶𐏀𐎭𐎠). O nome significa "Senhor Sábio" ou, literalmente, "Senhor Sabedoria", sendo composto de ahura- 'senhor' (cognato do sânscrito védico ásura, proto-indoeuropeu *h₂ḿ̥suro-) e mazdā 'sabedoria' (substantivo feminino cognato do sânscrito védico medhā́- , proto-indoeuropeu *mn̥sdʰh₁éh₂-). Embora seja comum atribuir a origem ao sânscrito, o nome Asuromedhā́- não é atestado no corpus sânscrito.
"Ormasde" também é derivado do indoiraniano, particularmente na forma parta.

## Origens do mito
Era um dos deuses existentes na cultura indo-iraniana, pré-zoroastriana, politeísta, com muitas semelhanças à Índia Védica, dado que as populações que habitavam tanto o atual Irã quanto a atual Índia descendiam de um mesmo povo, os arianos (ou indo-iranianos). À época em que Zaratustra (em grego, Ζωροάστρης, latinizado: Zōroastrēs) nasceu, no século VII a.C., os seres espirituais naquela sociedade enquadravam-se em duas classes, ambas de características distintas: os aúras e os daivas (em sânscrito: devās, "deuses").
Antes de desaguar no que viria a ser o zoroastrismo, aquela religião politeísta parte para um dualismo. Os aúras ou asuras passam a ser vistos como seres que escolheram o bem e os daivas, o mal. Na Índia, o percurso seria o inverso. Zaratustra, segundo uma visão que ele teve, eleva Aúra-Masda ("Senhor Sábio") ao estatuto de divindade suprema, após Vohu Mano, a "Boa Mente", aparecer para ele e revelar-lhe que Aúra-Masda era o deus supremo que tudo governava.
Dessa divindade suprema, teriam emanado seis espíritos: os Amesa-Espenta ("Imortais Sagrados"), que auxiliam Aúra-Masda na realização de seus desígnios. Eram eles: Vohu-Mano ("Espírito do Bem"); Asa-Vaista ("Retidão Suprema"); Khsathra Varya ("Governo Ideal"); Espenta Armaiti ("Piedade Sagrada"); Haurvatat ("Perfeição") e Ameretat ("Imortalidade").
Juntos, Aúra-Masda e esses entes travam luta permanente contra o princípio do mal, Angra Mainiu (ou Arimã), por sua vez acompanhado de entidades demoníacas: o mau pensamento; a mentira, a rebelião, o mau governo, a doença e a morte. Seu símbolo era o sol e o fogo, este último atuando como mensageiro entre os homens e Aúra-Masda. Seu profeta foi chamado de Zoroastro (ou Zaratustra) e foi autor do livro sagrado do Masdeísmo, o Zendavestá.